# Zeitschrift für geschichtliche Rechtswissenschaft
Die Zeitschrift für geschichtliche Rechtswissenschaft war eine einflussreiche rechtswissenschaftliche Zeitschrift. Sie wurde 1814 von Karl Friedrich Eichhorn, Johann Friedrich Ludwig Göschen und Friedrich Carl von Savigny begründet und herausgegeben. Mit Band 15 1848/50 wurde sie eingestellt. Zu ihren Herausgebern zählte zuletzt auch A. A. F. Rudorff.
Ihre Tradition wird heute in der Zeitschrift der Savigny-Stiftung für Rechtsgeschichte (auch Zeitschrift für Rechtsgeschichte; kurz: ZRG) fortgeführt.